# Lo sabe, no lo sabe (España)
Lo sabe, no lo sabe (también conocido por las siglas LSNLS) es un concurso de televisión español producido en colaboración con Mandarina y emitido en Cuatro desde el 30 de julio de 2012. Este formato es una adaptación del concurso original israelí Smart Face.

## Historia
El programa nació el 30 de julio de 2012 como una propuesta veraniega por parte de la cadena. Sin embargo, su buena acogida le aseguró su permanencia en el canal hasta 2013. El concurso se emitió de forma diaria de lunes a jueves, con una duración aproximada de 45 minutos, si bien a los pocos días de su estreno, Mediaset ofreció un programa especial en viernes, alargando el formato con el doble de duración.
El 11 de octubre de 2012 se dio a conocer a través del Twitter oficial del programa de que el formato saltaba a la sobremesa del jueves y viernes manteniendo su emisión en prime-time y probaría suerte en ese hueco para ver el funcionamiento en esa franja y así ubicar Guasap! en el prime-time del canal. Una semana después, el 18 de octubre, fue el portal FormulaTV quien confirmó la noticia.
El 22 de octubre de 2012 el portal del programa en la web de la cadena, anunció que el concurso sufriría nuevos cambios así como el refuerzo en los contenidos y una nueva mecánica. Desde el mes de noviembre el formato recibirá a un personaje famoso para que apadrinen concursantes en su nueva mecánica. En la primera entrega fue el humorista Leo Harlem quien participó, inaugurando la nueva etapa del programa en Cuatro.
A partir del lunes 4 de febrero de 2013 el programa adelantó su horario a las 21:00 y la duración de cada programa pasó a ser de unos 70 minutos.
El programa estrenó nuevo día de emisión el sábado 13 de abril de 2013 a las 21:00 y además empezó a ofrecer un nuevo premio de 10.000 euros con la "corbata de plata", que se sumaría a la reciente novedad de los enchufados de "El señor Cuatro". La edición del sábado no dio al canal los resultados esperados y solamente emitió un programa nuevo el sábado 13 de abril de 2013. En las semanas posteriores se emitieron tres reposiciones de programas editados que no alcanzaron el 3% de cuota de audiencia y finalmente la edición de los sábados fue retirada.
Desde el lunes 3 de junio de 2013, el concurso retrasó su horario a las 21:30 y la duración de cada programa volvió a ser de 45 minutos, siendo su telonero el docu-reality de subastas ¿Quién da más?, también emitido en Energy.
El 17 de junio de 2013, tras dos semanas en antena y con apenas un 2% de cuota de audiencia, Cuatro canceló ¿Quién da más? y en su lugar colocó un Lo sabe, no lo sabe exprés, que recogería algunas de las entregas ya emitidas y que actuaría como telonero de una nueva entrega del concurso, permitiendo así que su duración siguuera siendo la original de 45 minutos.
A principios del mes de noviembre de 2013, la emisora Cuatro decidió cancelar y retirar el programa Te vas a enterar de su franja de tarde y en su lugar ubicó el espacio de Juanra Bonet.
Durante una semana, del 4 al 8 de noviembre de 2013, Lo sabe, no lo sabe ocupó la franja de tarde de 18:30 a 20:00 con pésimos datos de audiencia, que rondaban el 2% de cuota de audiencia, y que provocaron que Cuatro rectificara y volviera a situar el concurso en el access prime time sustituyendo a Natural Frank.
El 16 de diciembre de 2013 Cuatro anunció el cierre del programa de Juanra Bonet tras año y medio de emisión debido a su actual desgaste. «Lo sabe, no lo sabe» finalizó sus emisiones el jueves 19 de diciembre de 2013. Mientras se estudiaban nuevos proyectos, la franja de access prime time volvió a ser ocupada por Natural Frank, programa que ya habían probado hacía algunas semanas.
El 17 de julio de 2024 se confirmó que el concurso volvería a Cuatro de cara a la nueva temporada televisiva con Xuso Jones como presentador. De este modo, con una edición especial a modo de reestreno en el prime time del canal, el programa regresó el domingo 25 de agosto a las 21:30. Luego, a partir del día 26, se ubicaría en las tardes de lunes a viernes, concretamente de 18:00 a 19:00. Más tarde, desde el 9 de diciembre, se emitiría doble entrega de 18:30 a 20:00.

## Equipo

### Presentadores
| Presentador/a | Información                        | Cuatro (canal de televisión) | Cuatro (canal de televisión) | Cuatro (canal de televisión) | Cuatro (canal de televisión) | Cuatro (canal de televisión) |
| Presentador/a | Información                        | 2012                         | 2013                         | 2024                         | 2025                         | 2026                         |
| ------------- | ---------------------------------- | ---------------------------- | ---------------------------- | ---------------------------- | ---------------------------- | ---------------------------- |
| Juanra Bonet  | Actor, presentador y humorista     |                              |                              |                              |                              |                              |
| Xuso Jones    | Cantante, influencer y presentador |                              |                              |                              |                              |                              |

## Mecánica
A lo largo del programa se plantea a los concursantes, que se seleccionan aleatoriamente entre transeúntes, preguntas de cultura general. El seleccionado no responde directamente, sino que debe elegir a otra persona para que lo haga, apostando si conoce o no la respuesta correcta. En cuanto a la recompensa, la cuantía irá aumentando a medida que los concursantes superen varias preguntas. Si logran llegar a la cuarta, se asegurarán 1000 euros. En ese momento, ambos decidirán si se plantan o arriesgan jugando en la quinta pregunta. Los concursantes pueden usar el comodín de la llamada en caso de fallar alguna pregunta. El premio máximo asciende a 3.000 euros, pero si Juanra recibe la llamada con el teléfono rojo de su superior, "El señor Cuatro", y se pone la Corbata Roja (o bufanda), la cantidad máxima asciende a 6.000 euros. En abril de 2013 se estrenó la Corbata de Plata que permite ganar al concursante hasta 10.000 euros si resuelve las cinco preguntas sin usar el comodín de la llamada.

## Edición especial
Gracias a los buenos datos de audiencia que venía cosechando el concurso desde su estreno, Mediaset España, propietaria de Cuatro, decidió hacer un programa especial el viernes 3 de agosto de 2012 con el doble de duración ya que el concurso se mantiene alrededor de una hora de emisión y en este especial se prolongó a dos horas.

## Versiones internacionales
El formato de televisión originario de Israel se exportó en particular en América Latina y países de lengua latina.

### Ediciones extranjeras
| País                      | Título                                              | Canal          | Presentador(es)                                                       | Estreno                 | Final                   |
| ------------------------- | --------------------------------------------------- | -------------- | --------------------------------------------------------------------- | ----------------------- | ----------------------- |
| Israel (formato original) | Smart Face                                          | Channel 10     | Oded Menashe                                                          | 2012                    | 2012                    |
| Ecuador                   | Lo sabe, no lo sabe                                 | Teleamazonas   | Andrés Guschmer                                                       | 3 de junio de 2013      | Actualmente en emisión  |
| Uruguay                   | Lo sabe, no lo sabe                                 | Canal 10       | Diego González y Annasofía Facello                                    | 1 de enero de 2014      | 2014                    |
| Colombia                  | Lo sabe, no lo sabe                                 | CityTV         | Alejandro Estrada                                                     | 3 de mayo de 2013       | Actualmente en emisión  |
| Argentina                 | Lo sabe, no lo sabe                                 | América TV     | Guillermo López Sofía Jimenez Gonzalo Rodríguez (enero-marzo de 2013) | 1 de octubre de 2012    | 12 de octubre de 2014   |
| Portugal                  | Sabe ou Não Sabe                                    | RTP1           | Vasco Palmeirim                                                       | 17 de agosto de 2013    | 20 de diciembre de 2016 |
| Brasil                    | Sabe ou Não Sabe                                    | Band           | André Vasco                                                           | 4 de enero de 2014      | 30 de enero de 2015     |
| Grecia                    | Smart Face - Κυριακή στις Smart Face - Kyriakí stis | Mega           | Alíki Vougioukláki                                                    | 18 de noviembre de 2013 | 8 de marzo de 2014      |
| Indonesia                 | Smart Face                                          | Kompas TV      | Nino Fernandez                                                        | 5 de febrero de 2014    | 14 de diciembre de 2014 |
| Croacia                   | Tko će ga znati!                                    | RTL Televizija | Marijana Batinić Ivan Šarić Nives Čanović                             | 2013                    | 2014                    |

## Audiencias
| Temporada | Temporada | Episodios | Estreno                 | Final                   | Audiencia media | Audiencia media | Audiencia media |
| Temporada | Temporada | Episodios | Estreno                 | Final                   | Espectadores    | Cuota           |                 |
| --------- | --------- | --------- | ----------------------- | ----------------------- | --------------- | --------------- | --------------- |
|           | 1         | 218       | 30 de julio de 2012     | 1 de agosto de 2013     | 896 000         | 5,1%            |                 |
|           | 2         | 49        | 2 de septiembre de 2013 | 19 de diciembre de 2013 | 685 000         | 3,8%            |                 |
|           | 3         |           | 25 de agosto de 2024    | ¿?                      |                 |                 |                 |
| Total     | Total     | 267       | 2012                    |                         |                 |                 |                 |